# برنهارد ليشتنبرغ
برنهارد ليشتنبرغ (بالألمانية: Bernhard Lichtenberg)‏ هو مقاوم ألماني، ولد في 3 ديسمبر 1875 في Oława ‏ في بولندا، وتوفي في 5 نوفمبر 1943 في هوف في ألمانيا.